# Kerameikos Museum
Het Kerameikos Museum (Grieks: Αρχαιολογικο Μουσειο Κεραμεικο, Archaiologiko Mouseio Kerameiko), vroeger ook wel Oberlaender Museum genoemd, is een klein archeologisch museum in Athene. Het bevindt zich bij de opgravingen van de antieke Atheense wijk Kerameikos en toont vondsten uit de omgeving. De meeste vondsten zijn afkomstig van de Kerameikosbegraafplaats, onder andere stèles, sculptuur, reliëfs, terracotta beeldjes en vazen. Tot de beroemdste objecten behoren het grafmonument in de vorm van een sfinx en de Kerameikos kouros die in 2002 bij de Heilige Poort werd gevonden.
Het museum werd in 1937 gebouwd naar plannen van H. Johannes en met een donatie van Gustave Oberlaender. In de jaren 1960 werd het uitgebreid met financiële steun van de gebroeders Boehringer. De objecten zijn tentoongesteld in vier ruimtes rond een overdekt atrium.

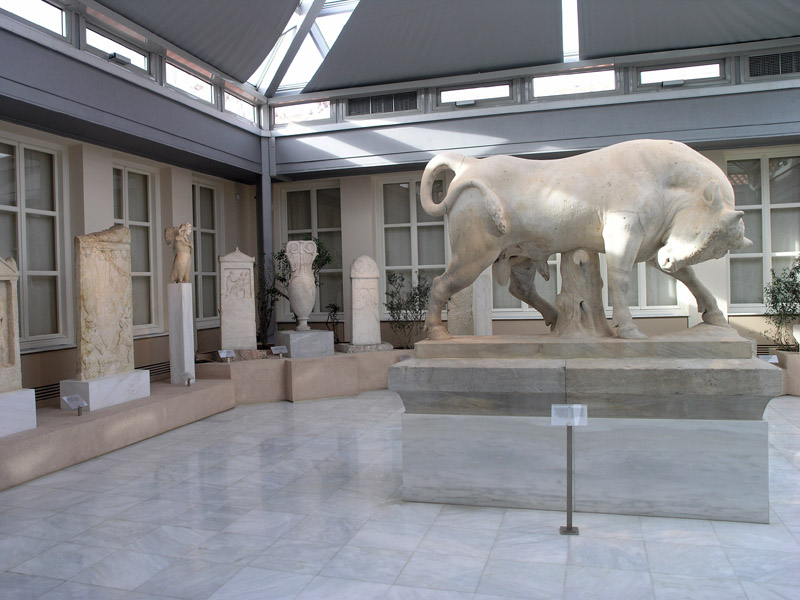
Het atrium van het Kerameikos Museum met grafmonumenten
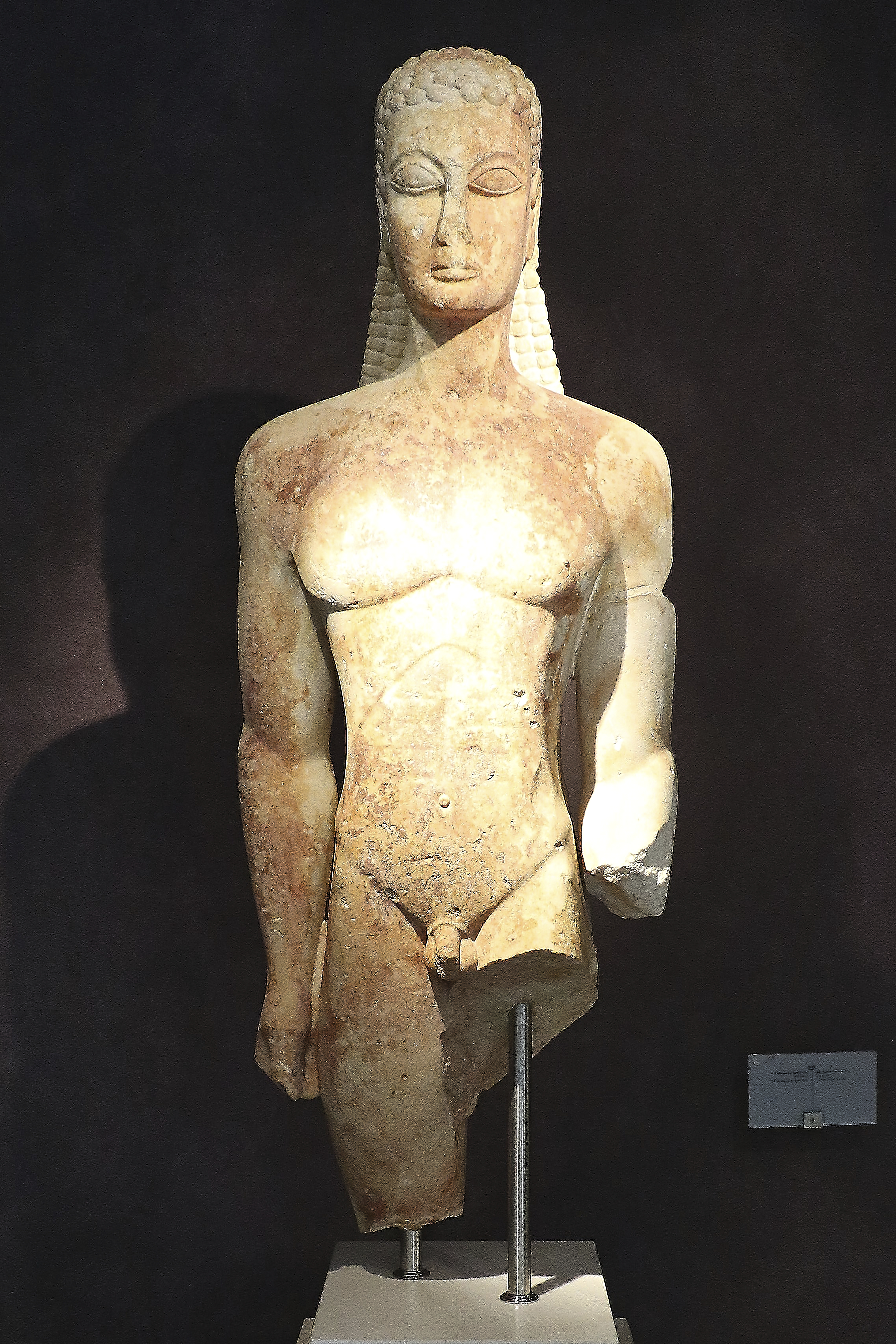
Kouros ontdekt in 2002 in de muur van Themistocles.